# Pável Rôtmistrov
Pável Alexêievitch Rôtmistrov (em russo:  Павел Алексеевич Ротмистров; Skovorovo, 6 de julho de 1901 - Moscou, 6 de abril de 1982) foi um comandante militar de tropas blindadas do Exército Vermelho, durante e após a Segunda Guerra Mundial, e mais notavelmente na Batalha de Prokhorovka, onde combateu a Waffen SS em confronto de proximidade.

## Anteriormente à guerra
Filho de camponeses, Rotmistrov juntou-se ao Exército Vermelho em 1919, e serviu durante a Guerra Civil Russa, durante a qual esteve envolvido na repressão da Rebelião de Kronstadt e na Guerra Soviético-Polonesa. Ele comandou um pelotão e mais tarde uma companhia de fuzileiros no 31º Regimento de Infantaria da 11ª Divisão de Infantaria. Em 1928 ele entrou na Academia Militar de Frunze, e de 1937 a 1940 ele tornou-se instrutor da Academia Militar Superior de Moscou.  Em maio de 1941, tornou-se chefe de gabinete do 3º Corpo Mecanizado.

## Segunda Guerra Mundial
Ele comandou o 5º Exército Blindado da Guarda na Batalha de Prokhorovka, durante a Batalha de Kursk e na Operação Bagration. A unidade sob seu comando, o 5º Exército Blindado da Guarda, se envolveu em uma brutal batalha de tanques perto de Prokhorovka, contra as divisões Waffen SS Leibstandarte SS Adolf Hitler, Das Reich e Totenkopf a uma distância de 100 a 200 metros. A distância entre as forças era tão próxima que a maioria dos tiros eram golpes diretos. Os tanques do 5º Exército de Guardas avançaram sobre tanques alemães, montando sobre eles e assim desativando suas torres.
Após essa brutal batalha, que custou baixas significativas mas que interrompeu o avanço alemão, ele foi retirado do comando em seguida à Operação Bagration, tornando-se vice-chefe de tropas blindadas no Estado-Maior. É possível que as altas perdas sofridas pelo 5º Exército Blindado da Guarda na Batalha de Minsk tenham levado à sua remoção do comando. Ele nunca mais comandou uma unidade ativa, embora tenha sido promovido a coronel-geral, em outubro de 1943, e se tornado o primeiro marechal de tropas blindadas, em fevereiro de 1944.

## Pós-guerra
Após a guerra, ele comandou as forças mecanizadas do Grupo das Forças Soviéticas na Alemanha, e tornou-se ministro adjunto da Defesa. Ele se tornou o primeiro marechal-chefe de tropas blindadas, em 28 de abril de 1962. Ao longe da sua carreira ele foi condecorado com seis Ordens de Lenin e feito Herói da União Soviética.